# Cree Cicchino
Cree Cicchino (* 9. května 2002) je americká herečka, která svou kariéru zahájila jako dětská hvězda. Proslavila se rolí Babe v komediálním seriálu Změna hry na Nickelodeonu (2015–2019). Následně si zahrála Marisol Fuentes v komediálním seriálu Mr. Iglesias na Netflixu, Mim ve filmu The Sleepover (2020) a Daisy ve filmu Turtles All the Way Down (2024).

## Život a kariéra
Cicchino vyrůstala v Glendale v newyorském Queensu . Je napůl Ekvádorka a napůl Italka a má dvojče. S tancem začala ve čtyřech letech. V jedenácti nebo dvanácti letech ji matka přihlásila na herecké kurzy, po kterých se rozhodla, že se chce stát herečkou.
Ve věku 13 let, v roce 2015, byla Cicchino obsazena do hlavní role Babe v komediálním seriálu Game Shakers na stanici Nickelodeon, který se dočkal tří sérií. V srpnu 2018 získala roli Marisol Fuentes v komediálním seriálu Mr. Iglesias na Netflixu, který měl premiéru v roce 2019. V srpnu 2019 byla obsazena do role Mim, nejlepší kamarádky Clancyho, jejíž rodiče jsou uneseni, ve filmu The Sleepover od Netflixu, který debutoval v srpnu 2020. V červenci 2021 ztvárnila Luisu Torres v seriálu HBO Max And Just Like That..., který navazuje na seriál Sex ve městě.
Cicchino si zahrála Daisy Ramirez ve filmu Turtles All the Way Down, který režírovala Hannah Marks a který byl uveden na platformě Max (dříve HBO Max) v květnu 2024. Ve filmu je uvedena pouze pod svým křestním jménem, jelikož své rozhodnutí pokračovat v kariéře pod mononymem „Cree“ prozradila v podcastu Zacha Sanga týden před uvedením filmu. Ke změně jména uvedla, že „se jí to prostě zdálo nejpohodlnější“ a že to znamenalo, že po dosažení dvacátých let vstoupila do „nové éry“ svého herectví.

## Ocenění
Cree Cicchino byla dvakrát nominována na cenu Imagen Awards v kategorii Nejlepší mladý herec – Televize za svou roli v seriálu Game Shakers, a to v letech 2017 a 2018. V roce 2024 pak získala cenu Imagen Awards v kategorii Nejlepší herečka ve vedlejší roli – Film za svůj výkon ve filmu Turtles All the Way Down.